# Safinaz Kazem
Safinaz Kazim (Arabisch: صافيناز كاظم), ook geschreven als Safy Naz Kazem (Alexandrië, 17 augustus 1937), is een Egyptisch literatuurcritica en journaliste.

## Biografie
Kazim studeerde aan de Universiteit van Caïro en slaagde daar in 1959 voor haar bachelorgraad. Daarna vervolgde ze met studie in Kansas, Chicago en New York en slaagde in 1966 aan de New York-universiteit met een mastergraad in theaterkritiek.
Als journaliste werkt ze voor het Egyptische weekblad Al-Musawar. Ze hanteert in al haar stukken een creatieve stijl, ongeacht het een literatuurkritisch is of een artikel over politiek.
In 1996 werd Kazim voor haar journalistieke werk beloond met de Ali & Mustafa Amin-prijs voor journalistiek. Een jaar later was ze een van de vier hoofdrolspelers in de documentaire Quatre femmes d'Égypte (Vier Egyptische vrouwen) die werd geregisseerd door Tahani Rached en meermaals bekroond werd in Engeland en Portugal.
Kazim was getrouwd met de dichter en activist Ahmed Fouad Negm. Hun dochter, Nawara Negm, is vanaf het begin een van de leidende figuren van de Egyptische Revolutie van 2011 geweest. Kazem zelf was in 2006 naast haar dochter in beeld tijdens de 10 Uur Show (Al Aashera Masa'an) van Mona El Shazly op Droom TV (Drym TV), waar Nawara bericht deed over een massa-aanranding waarover niet door Al Jazeera was bericht, terwijl weblogs berichtten dat ze er wel de beelden van hadden.

## Werk
Kazim publiceerde onder meer de volgende non-fictie:
- 1983: al-Khadi'a al-Nasiriya (De Nasseristische list)
- 1984: Masrah al-masrahiyin (Toneelschrijvers)
- 1984: Yawmiyat Baghdad, Lundun (Dagboeken van Bagdad)
- 1985: al-Haqiqa wa ghasil al-mukhkh ji qadaya mu'asira (De waarheid en hersenspoeling in hedendaagse kwesties)
- 1986: An al-sijn wa-I-hurriya (Over gevangen zetten en vrijheid)
- 1987: Risaliyat jiI- bayt al-nabawi (Essays over het huis van de profeet), trilogie
- 1991: Milaff masrah al-sitinat (Theater in de jaren zestig)
- 1995: Fi mas'alat  as-Sofour wal-Hijab (Over verhulling en onthulling)
- 1996:  al-Muqawama wa irhab al-jikr al-Sihyuni (Verzet en het terrorisme van het zionistische gedachtegoed)
- 1997: Min daftar al-mulahazat (Vanuit het notitieblok)

- Gemeinsame Normdatei: 1055804544
- International Standard Name Identifier: 0000 0001 2139 8001
- Library of Congress Control Number: n84227545
- Nationale Bibliotheek van Israël: 987007311705505171
- Nederlandse Thesaurus van Auteursnamen: 120329379
- Virtual International Authority File: 74260568
- WorldCat: E39PBJxCxgCVjtvxPyPRttYwYP